# Hải Phòng
Hải Phòng (vietnamsko Hải Phòng) ali Haiphong, je veliko industrijsko mesto in tretje največje v Vietnamu. Hải Phòng je tudi središče tehnologije, gospodarstva, kulture, medicine, izobraževanja, znanosti in trgovine v delti Rdeče reke.
Ustanovljen je bil leta 1887 kot glavno pristaniško mesto Vietnama. Leta 1888 je predsednik Tretje francoske republike Sadi Carnot razglasil odlok o ustanovitvi Hải Phònga. Od leta 1954 do 1975 je bil Hải Phòng najpomembnejše pomorsko mesto v Severnem Vietnamu, leta 1976 pa je postal ena od neposredno nadzorovanih občin ponovno združenega Vietnama s Hanojem in Hošiminhom. V 21. stoletju se je Hải Phòng pojavil kot trgovski prehod, sodobno, zeleno industrijsko mesto Vietnama, usmerjeno v to, da postane tretje vietnamsko mesto posebnega razreda do najkasneje leta 2030 do 2050.
Hải Phòng ima indeks človekovega razvoja 0,782 (visok), kar je četrto mesto med vsemi občinami in provincami v Vietnamu.

## Zgodovina

### Dinastični Vietnam
Hải Phòng je bil dom Lê Chân, ene od generalic pod poveljstvom sester Trưng, ki so se leta 40 našega štetja uprle kitajski vladavini in vladale do njihovega poraza leta 43 našega štetja. Stoletja kasneje pod dinastijo Mạc si je območje prislužilo ime Hải-dương thương-chính quan-phòng (»trgovsko obrambno območje province Hải Dương«), saj je ščitilo vzhodno stran domače province kraljev Mac.
Do 19. stoletja, ob koncu vladavine cesarja Nguyễn Tự Đứca, je komunalna hiša Hang Kenh v današnjem mestnem okrožju Lê Chân postala upravni sedež okrožja An Dương, s čimer se je obnovil njegov regionalni pomen. Območje se je do takrat razvilo v precejšnje trgovsko pristanišče.
Na predvečer francoske osvojitve leta 1881 je območje pustošil tajfun, ki je v Hải Phòngu in okolici ubil približno 3000 ljudi. Kljub poškodbam so mesto razvili Francozi, da bi služil kot glavno pomorsko oporišče Francoske Indokine v naslednjih desetletjih.

### Demokratina republika Vietnam in vietnamska vojna
Po porazu Japonske v drugi svetovni vojni so vietnamski nacionalisti agitirali za neodvisnost proti vrnitvi Francozov. Francoske sile so se izkrcale v Hải Phòngu in naletele na odpor, ki je povzročil smrt treh francoskih vojakov. V maščevanje so francoske ladje, med njimi križarka Suffren, obstreljevale mesto, ga zažgale in pospešile prvo indokitajsko vojno. Francoske pehotne sile pod poveljstvom Jean-Étienna Valluya so vstopile v mesto in se borile od hiše do hiše ob podpori oklepnih enot in letal.
Pozno v vietnamski vojni je bil Hải Phòng izpostavljen močnemu bombardiranju udarnih letal ameriške mornarice in letalskih sil, ker je bilo to edino večje pristanišče v Severnem Vietnamu. Ameriški admiral Thomas H. Moorer je 8. maja 1972 odredil miniranje pristanišča, s čimer je bilo pristanišče dejansko zaprto. Kljub temu, da je bilo tarča, vojna na fizično strukturo mesta večinoma ni vplivala, saj so imele ZDA za mesto samouvedeno prepovedano območje. Po vojni si je mesto povrnilo vlogo pomembnega industrijskega središča. 

## Geografija
Hải Phòng je obalno mesto ob izlivu reke Cấm na severovzhodnem obalnem območju Vietnama, 120 kilometrov vzhodno od Hanoja. Most Bính prečka Cam in povezuje mesto z okrožjem Thủy Nguyên. Ima skupno naravno površino 152.318,49 ha (2001). Na severu meji na provinco Quảng Ninh, na zahodu na provinco Hải Dương, na jugu na provinco Thái Bình in na vzhodu na Tonkinški zaliv. V zalivu so otok Bach Long Vi, otok Cat Ba in otoki Long Châu, ki so prav tako pod upravo mesta. Ekosistemi plimovanja se pojavljajo v bližini mesta, vendar so bili številni obnovljeni za kmetijstvo ali razvojne namene.

### Podnebje
Hải Phòng ima vlažno subtropsko podnebje z vročimi, vlažnimi poletji in toplimi, suhimi zimami. Mesto je opazno bolj mokro od aprila do oktobra; v teh mesecih običajno pade približno 90 % letne količine padavin v mestu (kar skupaj znaša približno 1700 milimetrov). Med mestnimi zimami in poletji je opazna razlika v temperaturah. V najhladnejših mesecih Hải Phònga, januarju in februarju, povprečne visoke temperature dosežejo 20 °C, povprečne nizke temperature pa okoli 14 °C. V najtoplejših mesecih, juniju in juliju, se povprečne visoke temperature gibljejo okoli 33 °C, povprečne nizke temperature pa okoli 26 °C. Temperature morja se gibljejo od najnižjih 21 °C februarja do najvišjih 30 °C v mesecih julij in avgust.

## Upravna delitev
Hải Phòng je razdeljen na 15 pododdelkov na ravni okrožja:
- 7 podeželskih okrožij: An Lão, Bạch Long Vĩ, Cát Hải, Kiến Thụy, Tiên Lãng, Vĩnh Bảo, Thủy Nguyên
- 8 mestnih okrožij: An Dương, Dương Kinh, Đồ Sơn, Hải An, Kiến An, Hồng Bàng, Ngô Quyền, Lê Chân

Nadalje so razdeljeni na 10 mest na ravni občin (ali naselij), 148 občin in 72 okrajev.

## Gospodarstvo
Hải Phòng je glavno gospodarsko središče severa in Vietnama na splošno. Pod francosko nadvlado je bil Hải Phòng mesto 1. stopnje, enako kot Sajgon in Hanoi. V zadnjih letih 19. stoletja so Francozi predlagali, da bi Hải Phòng zgradili v gospodarsko prestolnico Indokine.
Danes je Hải Phòng še vedno eno najpomembnejših gospodarskih središč Vietnama. Leta 2015 so skupni prihodki mesta dosegli 56.288 milijard. Vlada načrtuje, da bodo do leta 2020 prihodki Hải Phònga presegli 80.000 milijard, domači prihodki pa 20.000 milijard. Na lestvici indeksa konkurenčnosti provinc (PCI) 2013 v Vietnamu je mesto Hải Phòng uvrščeno na 15. mesto od 63 provinc. Hải Phòng ima trgovinske odnose z več kot 40 državami in ozemlji po vsem svetu. Mesto si prizadeva postati eno največjih trgovskih središč v državi.

### Industrija
Industrija je ključni sektor v Hải Phòngu, vključno s predelavo hrane, lahko in težko industrijo. Glavni izdelki so ribja omaka, pivo, cigarete, tekstil, papir, plastične cevi, cement, železo, farmacevtski izdelki, motorna kolesa, jeklene cevi in ladje ter izvajanje programske opreme zunanjih izvajalcev. Večina teh industrij je med letoma 2000 in 2007 močno rasla, z izjemo cigaretne in farmacevtske industrije. Ladjedelništvo, jeklene cevi, plastične cevi in tekstil sodijo med panoge z najhitrejšo rastjo.
Obstajajo tudi rastoče industrije, ki dobavljajo izdelke, ki jih uporabljajo obstoječe industrije v mestu. PetroVietnam je ustanovil skupno podjetje PVTex s proizvajalcem tekstila Vinatex za izgradnjo prve vietnamske tovarne poliestrskih vlaken v Hải Phòngu. Tovarna bo uporabljala stranske proizvode pri rafiniranju nafte in zmanjšala odvisnost od uvoženih materialov. V industriji Hải Phònga je bilo zaposlenih 270.600 ljudi. Med letoma 2000 in 2007 je bilo ustvarjenih 112.600 industrijskih delovnih mest.

#### Kmetijstvo, gozdarstvo in ribištvo
Kljub statusu mesta se približno ena tretjina površine Hải Phònga ali 52.300 ha (od leta 2007) uporablja za kmetijstvo. Riž je najpomembnejši pridelek, saj zavzema približno 80 % kmetijskih zemljišč s proizvodnjo 463.100 ton leta 2007. Drugi kmetijski proizvodi so koruza, sladkor in arašidi.
Hải Phòng ima razmeroma velik ribolovni sektor s proizvodnjo 79.705 ton (2007). Bruto proizvodnja se je med letoma 2000 in 2007 skoraj podvojila, predvsem zaradi hitre rasti ribogojstva, ki je leta 2007 predstavljalo 60 % bruto proizvodnje. Morske ribe kljub svoji obalni legi k sektorju prispevajo razmeroma malo (približno četrtino). Provinci Nam Định in Thái Bình imata veliko večji ribolovni sektor in celo provinca Hải Dương v notranjosti ima večjo bruto proizvodnjo ribolova kot Hải Phòng.

## Demografija
Hải Phòng je tretje najbolj naseljeno mesto v Vietnamu, z 2.103.500 prebivalcev za metropolitansko območje (2015), obsega površino 1507,57 km², 46,1 % prebivalstva prebiva v mestnih okrožjih. Porazdelitev po spolu je polovica žensk (50,4 %).

## Izobraževanje
- Hải Phòng Maritime High School
- Medicinska univerza Hải Phòng
- Univerza Hải Phòng
- Srednja šola Tran Phu za nadarjene
- Vietnamska pomorska univerza

## Kuhinja
Kuhinja Hải Phòng je znana po morskih jedeh. Restavracije z morsko hrano na območju Do Son imajo zelo sveže in cenovno ugodne kozice, rakovice, ribe in lignje. Slog predelave morskih sadežev v Hải Phòngu sledi preprostemu slogu, ki poudarja bistvo in svežino sestavin bolj kot sitnost pri začimbah.
Jedi, kot so bánh đa cua (juha z rdečimi rezanci z rakovico), bún cá (juha z ribjimi riževimi rezanci), bánh mỳ que cay (začinjen kruh v paličicah), cơm cháy hải sản (hrustljavi rižev kreker z morskimi sadeži), nem cua bể ( kvadratni spomladanski zavitki iz rakovice),... so zelo znani in slavni. Te jedi je mogoče najti na ulicah drugih krajev, kot so Hošiminh, Hanoj,... a uživanje v Cvetličnem mestu rdečega feniksa (drugo ime mesta Hải Phòng) je še vedno najbolj idealno zaradi izbire svežih sestavin in kuharske skrivnosti lokalnih kuharjev. Kuhinja Hải Phònga je bila v Evropi promovirana na pomorskem festivalu v Brestu 2008 (Francija) in je bila zelo odmevala.
Poleg tega ima Hải Phòng tudi veliko drugih jedi, kot so hot pot s kozicami mantis, solata iz fižolovih kalčkov, sủi dìn, bánh bèo (različica Hải Phònga, ki je drugačna od različice Hue), ...

## Pobratena mesta
- Đà Nẵng, Vietnam[18]
- Incheon, Južna Koreja[19]
- Kitakjušu, Japonska[20]
- Livorno, Italija[21]
- Nanning, Kitajska[22]
- Sankt Peterburg, Rusija[23]
- Seattle, ZDA[24]
- Tiandžin, Kitajska[25]

## Galerija
- Pagoda Du Hang
- Pagoda Du Hang
- Mestna operna hiša
- Budistični tempelj v Hải Phòngu
- Stolnica v Hải Phòngu (2007)
- Razstavni center